# 構造主義 (数学の哲学)
構造主義（こうぞうしゅぎ、Structuralism）は数学の哲学における理論で、数学的理論は数学的対象の構造を記述するものであるとする考え方である。数学的対象はそのような構造における位置によって完全に定義される。したがって、構造主義は数学的対象が内在的性質 を持たず、体系内での外部関係によって定義されると主張する。例えば、構造主義では、数1は自然数の理論の構造において0の後続であることによって完全に定義される。この例の一般化として、どの自然数もその理論における各自の位置によって定義される。数学的対象の他の例としては、幾何学における直線や平面、あるいは抽象代数学における元や演算などが挙げられる。
構造主義は認識論的に実在論的な見解であり、数学的命題は客観的な真理値を持つと主張する。しかし、その中心的主張は数学的対象がどのような「種類」の実体であるかにのみ関わるものであり、数学的対象や構造がどのような「存在」を持つか（つまり、その存在論）については言及していない。数学的対象の存在の種類は、それらが埋め込まれている構造の存在に依存することになる。構造主義の異なる下位分類は、この点において異なる存在論的主張をする。
数学の哲学における構造主義は特にポール・ベナセラフ、ジェフリー・ヘルマン、マイケル・レズニック、スチュアート・シャピロ、ジェームズ・フランクリン (哲学者)と関連付けられている。

## 歴史的動機
構造主義の発展の歴史的動機は、存在論の根本的な問題に由来する。中世の時代から、哲学者たちは数学の存在論が抽象的対象を含むかどうかについて議論してきた。数学の哲学において、抽象的対象は伝統的に以下の特性を持つ実体として定義される
(1) 心から独立して存在する。
(2) 経験的世界から独立して存在する。
(3) 永遠で不変の性質を持つ。
伝統的な数学のプラトン主義は、数学的要素の集合—自然数、実数、関数、関係、体系—がそのような抽象的対象であると主張する。対照的に、数学的唯名論は数学の存在論におけるそのような抽象的対象の存在を否定する。
19世紀後半から20世紀初頭にかけて、多くの反プラトン主義的プログラムが人気を博した。これらには直観主義、形式主義、述語主義が含まれる。しかし、20世紀半ばまでに、これらの反プラトン主義理論にはそれぞれ問題が生じていた。これに続いてプラトン主義への関心が再び高まった。この歴史的文脈の中で構造主義への動機が発展した。1965年、ポール・ベナセラフは『数が何ではありえないか(What Numbers Could Not Be)』という論文を発表した。ベナセラフは、2つの主な議論に基づいて、集合論的プラトン主義は数学の哲学的理論として成功し得ないと結論付けた。
第一に、ベナセラフはプラトン的アプローチが存在論的テストに合格しないと主張した。彼は集合論的プラトン主義の存在論に対する議論を展開し、これは現在歴史的にベナセラフの同一性問題と呼ばれている。ベナセラフは、自然数を純粋集合に関連付ける初等同値な集合論的方法が存在することに注目した。しかし、もし誰かが自然数を純粋集合に関連付ける「真の」同一性表明を求めるならば、これらの初等同値な集合が相互に関連付けられるとき、異なる集合論的方法は矛盾する同一性表明をもたらす。これは集合論的な偽を生み出す。結果として、ベナセラフはこの集合論的偽が、数を集合に還元する抽象的対象を明らかにするようなプラトン的方法が存在し得ないことを示していると推論した。
第二に、ベナセラフはプラトン的アプローチが認識論的テストに合格しないと主張した。ベナセラフは、抽象的対象にアクセスするための経験的または合理的方法が存在しないと主張した。もし数学的対象が空間的でも時間的でもないならば、ベナセラフはそのような対象は知識の因果説を通じてアクセスできないと推論する。したがって、プラトン主義者に対する根本的な認識論的問題は、限られた経験的な心を持つ数学者が、心から独立し、世界から独立し、永遠の真理に正確にアクセスできる方法についての妥当な説明を提供することである。これらの考察、すなわち存在論的議論と認識論的議論から、ベナセラフの反プラトン的批判が数学の哲学における構造主義の発展を促したのである。

## 種類
スチュアート・シャピロは構造主義を三つの主要な思想に分けている。これらの学派は、「モノの前」（ante rem）、「モノにおいて」（in re）、「モノの後」（post rem）と呼ばれる。
- 「モノの前（ante rem）構造主義」[5]または「抽象的構造主義」[4]あるいは「抽象主義」[6][注 1]（特にマイケル・レズニック（英語版）、[4]スチュアート・シャピロ（英語版）、[4]エドワード・N・ザルタ（英語版）、[7]オイスタイン・リンネボ（英語版）[8]と関連する）は、数学的プラトン主義（英語版）に似た存在論を持つ（様相的新論理主義（英語版）も参照）。構造は実在するが抽象的で非物質的な存在を持つとされる。そのため、ベナセラフが指摘したように、そのような抽象的構造と血肉を持つ数学者との間の相互作用を説明するという標準的な認識論的問題に直面する[3]。

- 「モノにおいて（in re）構造主義」[5]または「様相的構造主義」[4]（特にジェフリー・ヘルマン（英語版）と関連する）[4]は、アリストテレス的実在論（英語版）[9]（真理値に関する実在論だが、存在論における抽象的対象に関する反実在論）に相当する。構造は何らかの具体的なシステムがそれを例示する限りにおいて存在すると考えられる。これにより、完全に正当な構造が偶然に存在しない可能性や、有限な物理的世界が他の正当な構造を収容するのに「十分な大きさ」でない可能性といった通常の問題が生じる。ジェームズ・フランクリンのアリストテレス的実在論も「モノにおいて」の構造主義であり、対称性のような構造的性質は物理的世界に実例化され、知覚可能であると主張する[10]。物理的世界に収まらない大きすぎる未実例化の構造の問題に対して、フランクリンは他の科学も未実例化の普遍的なものを扱うことができると返答する。例えば、色の科学は実際の物体には現れない青の色合いを扱うことができる[11]。

- 「モノの後（post rem）構造主義」[12]または「消去的構造主義」[4]（特にポール・ベナセラフと関連する）[4]は、唯名論に類似した方法で構造について反実在論的である。唯名論と同様に、「モノの後」のアプローチは、関係構造における位置以外の性質を持つ抽象的数学的対象の存在を否定する。この見方によれば、数学的「システム」は存在し、構造的特徴を共有している。構造について何かが真であれば、その構造を例示するすべてのシステムについて真となる。しかし、システム間で構造が「共有されている」と語ることは単に道具的なものであり、実際にはそれらは独立した存在を持たない。